# Navarrai Mészáros Márton
Navarrai Mészáros Márton (Budapest, 1995. február 24. –) magyar újságíró, író, szerkesztő.

## Családja
Édesanyja Borsos Éva újságíró, nagyapja Mészáros Sámuel, Magyarország legidősebb pályakezdő költője.

## Életpályája
2015-ben elvégezte a MÚOSZ Újságíró Iskoláját, felsőfokú tanulmányait az ELTE bölcsészkarán végezte, magyar nyelv- és irodalom alapszakon (végzés éve: 2018), majd irodalom- és kultúratudomány mesterszakon (2020). 
2009–2014 között kulturális hírblogot vezetett az interneten, Mészáros Márton blogja néven. 
Első írása nyomtatásban 2014-ben jelent meg a Filmvilág filmművészeti folyóiratban, a publikáció Rófusz Ferenc Oscar-díjas magyar animációs filmrendezővel készített mélyinterjú volt. 
2014–2018 között a Népszava kultúra rovatának, 2019-ben tíz hónapig a Magyar Hírlap kultúra rovatának szerzője. 
2016–2017-ben a Pesti Bölcsész Újság (PBÚ) főszerkesztője, valamint olvasószerkesztője és szerzője.
2019-től a Premier összművészeti magazin főszerkesztő-helyettese. 
A 168 óra, az Új Szó, az Új Ember, a Magyaróra, az Édes Anyanyelvünk, az Apokrif, a Kultúrpart, az Új Forrás rendszeres szerzője. Írásai többek között az Élet és Irodalomban, a Playboyban, a Magyar Időkben, a Magyar Nemzetben, a Magyar Kultúrában, a Heti Válaszban, a ELTE Online-on, a Képmásban, Magyar Narancsban, a Múlt-korban, a Criticai Lapokban, a Fotóművészetben, a Filmvilágban, az Utazó Magazinban, a Klárisban, a Könyvjelzőben, a Mandiner.hu-n, a Jelenkor online kiadásában, az Erzsébetvárosban jelentek meg.
2022-től a HM Zrínyi Nonprofit Kft. munkatársa. A Honvédelmi Minisztérium kommunikációs és térképészeti vállalatánál újságíróként és szerkesztőként tevékenykedik. 
Novellái több irodalmi folyóiratban jelentek meg, például: Eső irodalmi lap (2019/2. lapszám, novella); Új Forrás irodalmi folyóirat (2020/1. lapszám, elbeszélés); Székelyföld irodalmi folyóirat (2020/2. lapszám, elbeszélés); Vár Ucca Műhely irodalmi folyóirat (2020/4-5-6. lapszám, elbeszélés); Előretolt Helyőrség irodalmi-kulturális lap (2020. szeptember 17.; 2021. december 30.; elbeszélés).
Ferdinandy György író szerkesztője, magántitkára. Ferdinandy helyett ő vette át a magyar irodalom kategóriában odaítélt Prima Primissima Díjat 2019-ben. "Hadd említsem meg – a 2021-től Navarrai Mészáros Márton néven publikáló – Mészáros Marci újságíró barátomat, aki foglalkozik az életművemmel, gondozza a kézirataimat és intézi a magyarországi kiadásokat. Egyetemista kora óta ismerem, napi kapcsolatban vagyunk" - nyilatkozta Ferdinandy a Szabad Föld napilapnak 2021-ben. https://szabadfold.hu/orszag-vilag/2021/03/ferdinandy-gyorgy-megmaradtam-orok-optimistanak#google_vignette
Rendszeresen fordít és szerkeszt könyveket, (Ferdinandy mellett) többek között Doncsev Toso író, szociológus könyveinek szerkesztője. Számos könyvbemutatót tartott Ferdinandy György, Doncsev Toso és Vadas Zsuzsa új könyveinek.

## Közéleti tevékenysége
2008-ban alapította meg az Arany Medál-díj elnevezésű kulturális közönségdíjat.   
2021-ben a Magyar Újságírók Országos Szövetsége (MÚOSZ) elnökségi tagnak választotta.   

## Színpadi munkái
A Bethlen Téri Színházban alkotóként:
- Vizsolyi Biblia 2.0 (2022) - ötletgazda, rendezőasszisztens

Az Avilai Nagy Szent Teréz Plébániatemplomban szereplőként
- Az ellopott kakas (2009) - Lüke Tóni
- Habalykás Julcsa (2010) - Farkas Bálint

## Filmes pályafutása
Három kisjátékfilmet rendezett: a Bicskey Lukács színművész főszereplésével készült Emberség (2012), a Tordai Teri és Gáspár Kata főszereplésével készült Fakulás (2014), a Szigethy Hanna és Csók Imre Zoltán főszereplésével készült Saraghina (2015) több rövidfilmfesztiválon szerepelt.

## Díjai, elismerései
- BIG Diákfilmfesztivál - közönségdíj (az Emberség című kisjátékfilmért) (2012)
- DUE médiahálózat (Diák- és Ifjúsági Újságírók Országos Egyesülete) az év diákújságírója elismerése (2013)
- DUE médiahálózat (Diák- és Ifjúsági Újságírók Országos Egyesülete) Ifjúsági Sajtódíja (2017)
- ELTE Press Díj (2020)
- Virág F. Éva-díj (2021)

## Műfordításai
Könyvek: 
- Tom Jones - Önéletrajz - A sikeren innen és túl (memoár, Kossuth Kiadó, 2019) https://www.magyarkurir.hu/hirek/konyv-tom-jones-eletrajz
- Elia Zaharia Zogu - A fehér rózsa (mesekönyv, Alexandra Könyvkiadó, 2020) https://helyorseg.ma/rovat/portre/szalai-klaudia-bkitartas-elkotelezettseg-es-a-sajat-almaimba-vetett-hit-ez-kellettr-n-beszelgetes-meszaros-martonnal https://www.magyarkurir.hu/hirek/modern-tundermese-albania-magyar-kiralynejanak-tortenete
- Michel de Grèce - Szentpétervári fehér éjszakák (történelmi regény, Alexandra Könyvkiadó, 2021) https://alexandrakiado.hu/konyv/regeny/tortenelmi/michel-de-grece/szentpetervari-feher-ejszakak/
- Sarah Berman - Gratulálunk, egy szekta tagja lettél! (riportkönyv, Alexandra Könyvkiadó, 2023) https://alexandrakiado.hu/konyv/publicisztika/riport-interju/sarah-berman/gratulalunk-egy-szekta-tagja-lettel-hiresek-sikeresek-jobba-teszik-az-eletedet-es-vegul-a-rabszolga/
- Rebecca Wragg Sykes - Rokonság (ismeretterjesztő kötet, Alexandra Könyvkiadó, 2023) https://alexandrakiado.hu/konyv/tortenelem-211/ostortenet/rebecca-wragg-sykes/rokonsag-neandervolgyi-elet-szerelem-halal-es-muveszet/

Elbeszélések, novellák: 
- Ferdinandy György: One More (novella; The Continental Literary Magazine angol nyelvű tematikus szépirodalmi folyóirat, 2022/3) https://continentalmagazine.com/2023/01/24/once-more/

## Magánélet
Nőtlen, nincs gyermeke. 2019-2022 között Maite Naranjo amerikai-ecuadori állampolgár volt az élettársa, akiről több munkájában, számos nyilvános megszólalásában beszámolt.

Monarchistának vallja magát, szabadidejében rendszeresen utazik. 